# Isla Hodikof
La isla Hodikof es una isla localizada en el archipiélago de las islas Near, en el grupo de las Aleutianas, Alaska. La isla es un delgado satélite de la isla Attu, midiendo apenas 150 m de largo. Su nombre deriva del Punto Hodikof la cual está situada frente a la costa este de Attu. Forma parte de una cadena de rocas y arrecifes de aproximadamente 1,2 millas (1,9 km) desde la bahía Sarana.